# تئودور فونتانه
هنری تئودور فونتانه (به آلمانی: Henri Théodore Fontane)
(۳۰ دسامبر ۱۸۱۹–۲۰ سپتامبر ۱۸۹۸) نویسنده و شاعر آلمانی بود. او در ۶۰ سالگی با نگارش رمان تاریخی خود با نام پیش از طوفان به عنوان نویسنده شناخته شد.

## زندگی
هاینریش تیودور فونتانه (متولد ۳۰ دسامبر سال ۱۸۱۹ شهر نویروپین و فوت ۲۰ سپتامبر سال ۱۸۹۸ در برلین) نویسنده و داروخانه‌دار آلمانی از بزرگان مکتب واقع گرایی (رئالیسم) و خالق شاهکارهای عظیمی چون رمان «افی بریست» و رمان «اشتشلین» می‌باشد. او در ۶۰ سالگی با نگارش رمان تاریخی خود با نام «پیش از توفان» به عنوان نویسنده شناخته شد.
نام پدرش لویی هنری فونتانه و نام مادرش امیلی لابری بود.
پدربزرگش پیر بارتلمی فونتانه، خود نقاش و موسیقی‌شناس بود.
تیودور تا هفت سالگی در شهر نویروپین بود. پدرش که در قمار بدهی فراوانی بالا آورده بود، ناگزیر به شهر سوینمونده نقل مکان کرد و در آن جا داروخانهٔ کوچکی دایر نمود و خانواده به اتفاق به آن شهر نقل مکان کردند.
تیودور فونتانه تحصیلات خود در هنرستان را در نویروپین و بعدها در شهر برلین ادامه داد؛ و در سال ۱۸۳۵ با امیلی روانت کومر -همسر آینده‌اش- ملاقات کرد.
وی در سال ۱۸۳۶ هنرستان را رها کرد و به فراگیری دانش داروسازی مشغول گشت. نخستین داستان کوتاه‌اش به نام «علاقه خواهر برادری» را در سال ۱۸۳۹ نگاشت و در سال ۱۸۳۹ شغلی در همان رشته داروشناسی برای خویش پیدا کرد. سرودن نخستین اشعار وی نیز در همین سال‌ها اتفاق افتادند.
وی در سال ۱۸۴۱ به بیماری تیفوس مبتلا شد، ولی با مراقب شدید پدر و مادر بهبود یافت. سپس علاوه بر کار در داروخانه به عضویت در کانون‌های ادبی هم درآمد. در سال ۱۸۴۵ با امیلی روانت کومر ازدواج کرد و اندکی بعد به استخدام یکی از بیمارستان‌ها درآمد.
سال‌ها بعد در ۳۰ سپتامبر سال ۱۸۴۹ تصمیم گرفت پیشه پزشکی را رها کرده و خود را کاملاً وقف نویسندگی نماید. نخست به نوشتن آثار نسبتاً سیاسی در روزنامه‌ها پرداخت، در همین سال‌ها هم نخستین کتاب وی با نام «مردان و قهرمانان» منتشر شد. سپس در سال‌های بعد که کتاب‌های سفرنامه‌ای رونق بسیار یافته بودند، «تفرج در مارک براندنبورگ» را نگاشت که حتی تا پایان عمر هم روی آن کار می‌کرد.
۱۴ اوت سال ۱۸۵۱ نخستین فرزند تیودور فونتانه و همسرش به دنیا آمد که نامش را گیورگه نهادند، که در سال ۱۸۸۷ بر اثر بیماری از دنیا رفت. سپس نویسنده باز صاحب سه فرزند پسر به نام‌های رودولف، پتر پال و اولریش شد که ایشان نیز هر یک پس از مدتی از دنیا رفتند. فرزند پنجم وی تیودور هم در سال ۱۸۵۶ به دنیا آمد که عمری دراز داشت و تا سال ۱۹۳۳ زندگی کرد. بعد از تیودور، دخترش به نام مارتا یا مته (۱۸۶۰) و سرانجام هم آخرین پسرش فریدریش به دنیا آمدند.
فونتانه از سال ۱۸۷۰ به کار نقد نمایش مشغول شد. ضمناً به اتفاق همسرش به کشورهایی چون اتریش، ایتالیا، و سوییس مسافرت کرد. در پایان این سفرها مصمم شد که دیگر برای روزنامه‌ها مطلب ننویسد، به عوض آن تماماً به امر نویسندگی بپردازد. از آن زمان به بعد متون بسیاری نوشت، تا آن که در سال ۱۸۹۲ کارکرد مغزش دچار آسیب گشت. پزشک توصیه کرد که وی به نوشتن و بازآفرینی خاطرات دوران کودکی خویش بپردازد تا بتواند از این بیماری خلاص شود. فونتانه از این توصیه پیروی کرد و سرانجام آن قدر حالش خوب شد که توانست رمان بزرگ و سنگینی چون «افی بریست» و نیز دو رمان دیگر از جمله خودزندگی نامه «از بیست تا سی» را بنویسد و به اتمام برساند.
این نویسنده سرانجام در بیستم ماه سپتامبر سال ۱۸۹۸ در شهر برلین درگذشت. همسر وی امیلی هم چهار سال بعد فوت کرد و در کنار وی دفن شد.

## آرامگاه فونتانه
فونتانه از معظّم‌ترین نویسندگان آلمانی و نماینده برجسته مکتب «ریالیسم شاعرانه» آلمان محسوب می‌شود. وی در رمان‌های خویش موفق شده‌است شخصیت‌ها، حضورشان، محیط اطراف و به ویژه لحن کلام شان را به بهترین نحوی توصیف نماید. جامعه و پیرامون، اغلب در ضد خواسته‌ها و برنامه‌های قهرمانانِ آثار وی هستند و وی با نوعی طنز خفیف به نقد سنت‌ها و عادات اجتماعی می‌پردازد.

## تأثیر وی بر دیگر ادبا
از بارزترین نقشِ آثار فراوان آقای فونتانه بر دیگر نویسندگان می‌توان به علاقهٔ شدید نویسندهٔ بزرگ آلمانی توماس مان به رمان‌های وی به ویژه به «رمان افی» بریست اشاره کرد که شیفتگی‌اش به این اثر چنان بوده‌است که نام بزرگ‌ترین رمان خود یعنی خانوادهٔ بودنبروک‌ها را از نام یکی از شخصیت‌های رمان افی بریست به نام بودنبروک وام گرفته‌است؛ و نیز آقای «فریدریش کریستیان دلیوس» نویسندهٔ معاصر آلمان اثر خویش درخت سال نوی شهر ریبک را به احترام قصیدهٔ مشهور فونتانه به نام «مردی از منطقهٔ ریبک هافلاند» به رشتهٔ تحریر درآورده است؛ و هم گونتر گراس هم نام رمان بزرگ و حجیم خویش به نام این قصه سرِ دراز دارد را از جملهٔ مشهوری در رمان افی بریست که در آن پدرِ افی رو به همسرش که در موردِ سرنوشتِ اندوه بارِ افی گلایه می‌کند، می‌گوید: «آوه لوییزه، تمام‌اش کن… این قصه واقعاً سرِ درازی دارد!» گرفته‌است. این رمان به شرح قصه گونهٔ وقایع تاریخی کشور آلمان از سال ۱۸۴۸ به بعد تا تاریخ فروپاشی دیوار برلین می‌پردازد. از سویی دیگر زندگی تیودور فونتانه به سرگذشت قهرمان این رمان یعنی تیو ووتکه که او را در داستان فونتی هم صدا می‌زنند، بسیار شبیه است.

## آثار

### آثار داستانی و تحقیقی
فریدریش فونتانه پسر فونتانه توانست کلیهٔ آثار پدر را در سال‌های ۱۹۰۴ تا سال ۱۹۲۶ در ۲۱ جلد به چاپ برساند.
- تابستان در لندن
- از انگلستان. نامه‌ها، مطالعات و مشاهدات.
- فراسوی رودخانهٔ توید، مشاهدات از کشور اسکاتلند.
- تفرج در مارک براندنبورگ
- جنگ اشلسویگ-هولشتاین در سال ۱۸۶۴
- جنگ زده. مشاهدات سال ۱۸۷۰
- جنگ با فرانسه
- قبل از توفان
- گرته مینده
- الرنکلیپ
- او دلترا
- آقایِ شاخ فن ووته نو
- اعلیحضرت پتوفی
- کریستیان فریدریش شرنبرگ و ادبیات برلین
- زیر درخت گلابی
- سسیل
- درهم، برهم
- پنج قصر
- اشتینه
- کوییت
- غیرقابل برگشت (برگشت‌ناپذیر)
- خانم ینی ترایبل یا "جایی که دل، دل را می‌یابد
- سال‌های کودکی ی من
- افی بریست (از فهرست مجموعهٔ ۱۰۰۱ کتابی که قبل از مرگ باید خواند)
- خانوادهٔ پوگنپول
- از بیست تا سی سالگی
- آقای اشتشلین (از فهرست مجموعهٔ ۱۰۰۱ کتابی که قبل از مرگ باید خواند)
- ماتیلده مورینگ

### اشعار
- Von der schönen Rosamunde. 1850
- Männer und Helden. 1850
- Gedichte. 2 vols. , 1851–75
- Balladen. 1861
- Die schönsten Gedichte und Balladen. 1982
- Bilder und Balladen, edited by Werner Feudell. 1984

## جایزه ادبی فونتانه
پاداشی ادبی-هنری است که از سال ۱۹۱۳ در شهر برلین به آثار برگزیده اهدا می‌شود.
برخی از هنرمندان و نویسندگانی که موفق به دریافت این جایزه شدند:
۱۹۴۹: هرمان کازاک
۱۹۵۱: هانس ورنر ریشتر
۱۹۵۵: پتر هوخل
۱۹۵۷: ارنست اشنابل
۱۹۶۰: اووه یونسون
۱۹۶۲: گولو مان
۱۹۶۴: آرنو اشمیت
۱۹۶۸: گونتر گراس
۱۹۶۹: ولف بیرمان
۱۹۷۹: الکساندر کلوگه
۱۹۸۵: بریگیته کروناور
۲۰۰۹: آمینه سوگی ازدامار
- Die Poggenpuhls. 1896
- Der Stechlin. 1899
- Mathilde Möhring. 1906

## رمان افی بریست
رمان بلند افی بریست، شاهکار ادبیات ریالیسم آلمان نوشتهٔ تیودرو فونتانه، که از روی سرگذشتی حقیقی به نگارش درآمده است، همتای رمان بزرگِ مادام بواری شاهکار گوستاو فلوبر نویسندهٔ بزرگ فرانسوی به حساب می‌آید و تاکنون سرمشق بسیاری از نویسندگان من جمله گونتر گراس و توماس مان بوده‌است، و داستان آن در مورد زندگی دختر جوانی به نام افی است که در نوجوانی به همسری مرد سالمند و مظنونی به نام گرت در می‌آید و در آخر پس از جدایی اندوه بار از شوهر، در جوانی می‌میرد.

رمان مشهور افی بریست - از فهرست ۱۰۰۱ کتابی که پیش از مرگ باید خواند، سال ۱۳۹۳ توسط نشر افراز با ترجمه ابوذر آهنگر منتشر گردید.

### فیلم
رمان افی بریست تا کنون چندین مرتبه به صورت فیلم نیز درآمده است:
- ۱۹۳۹ با نام «گامی از راه» توسط گوستاو گروندگنس
- ۱۹۵۵ با نام «گل سرخی در خزان» توسط رودلف یوگرت
- ۱۹۷۰ با نام افی بریست
- ۱۹۷۴ با نام افی بریست توسط راینر ورنر فاسبیندر
- ۲۰۰۹ به نام افی بریست توسط هرمینه هونتگبورت